# Piero Drogo
Piero Drogo (Vignale Monferrato, 8 de agosto de 1926-Bolonia, 28 de abril de 1973) fue un piloto de automovilismo italiano. Tomó parte del Gran Premio de Italia de 1960 con un Cooper T43. Más tarde fundó Carrozzeria Sports Cars.

## Carrera
Era hijo de Luigi Drogo y de Rosina Monzeglio (relacionado con el futbolista Eraldo Monzeglio); nació en Vignale Monferrato, un pequeño pueblo en la provincia de Alessandria.
En los años 50, Piero se mudó a Venezuela, donde comenzó una carrera como piloto en 1956.
En una pista de El Limón, clasificó en primer lugar a bordo de un Mercedes-Benz 300 SL y más tarde en el Gran Premio de Venezuela. El monoplaza utilizado fue un Ferrari 500 TR y logró clasificarse octavo.
En 1957, con el mismo vehículo, junto con Julio Pola y bajo los colores de Scuderia Madunina Venezuela participó nuevamente en el Gran Premio de Venezuela y terminó en el séptimo lugar.
Ese mismo año se compró un Ferrari 250 Testa Rossa carrozado por Scaglietti, con el que participó en el 1000 km de Buenos Aires en pareja con Pola, terminar en séptimo lugar y luego en 1958 el Gran Premio de Cuba donde llegó duodécimo.
Este mismo monoplaza, en 2009,  fue vendido por una suma de más de 9 millones de euros en una subasta en Maranello.
En 1958 participó en las 24 Horas de Le Mans con el piloto cubano Alfonso Gómez Mena conduciendo un Ferrari 250 propiedad de este último. Pero no terminaron la carrera.
También en 1958 regresó a Italia y se trasladó a Bomporto, cerca de Módena, donde en 1959 se casó con Anna Pia Fornaciari.
En 1959, el piloto brasileño Fritz d'Orey y Drogo participaron en la 46 edición del Tour de Francia Automovilístico. Además, logró terminar en el quinto lugar en un Maserati A6G, de Scuderia Centro Sud, en la Targa Florio de ese año.
Concluyó sus actividades piloto en 1960 al participar en el Gran Premio de Italia en Monza, a bordo de un Cooper T43 de Scuderia Colonia. Acabó octavo.
Después de retirarse de la competición por un corto tiempo trabajó en el departamento de mecánica Automobili Stanguellini. Poco después, en Módena, fundó la empresa Carrozzeria Sports Cars.
Durante los próximos diez años de funcionamiento, la empresa vendió modelos a clientes importantes, casi todos de mecánica y chasis Ferrari, sino también Iso Rivolta, Jaguar y Maserati.

## Resultados

### Fórmula 1
(Clave) (negrita indica pole position) (cursiva indica vuelta rápida)

| Año     | Escudería        | 1   | 2   | 3   | 4   | 5   | 6   | 7   | 8   | 9     | 10  | Pos. | Puntos |
| ------- | ---------------- | --- | --- | --- | --- | --- | --- | --- | --- | ----- | --- | ---- | ------ |
| 1960    | Scuderia Colonia | ARG | MON | 500 | NED | BEL | FRA | GBR | POR | ITA 8 | USA | NC   | 0      |
| Fuente: |                  |     |     |     |     |     |     |     |     |       |     |      |        |

## Muerte
Murió en 1973, a los 46 años, en un accidente de tráfico cerca de Bolonia, conduciendo su Ferrari 250 GT California; se estrelló contra un camión en un túnel.